# Filigran
Filigran je jedna od tehnika korištenih u izradi nakita, u pravilu se izvodi isključivo u srebru ili zlatu. Osnovni elementi su pletene i zalemljene žice, dodatno još kombinirane sa sitnim zncima. Izgledom ovi predmeti podsjećaju na neku vrstu čipke. Tehnika je sve do danas zadržala svoju popularnost u Indiji i Kini te drugim azijskim zemljama, a nekada je bila rado korištena i u Italiji i Francuskoj.

## Vanjske poveznice
- El Arte de la Orfebrería y la Técnica de la Filigrana (infoluque.com.py)
- En "Mirabilia Ovetensia": Cruz altomedieval, emblema de la ciudad de Oviedo, elaborada con técnica de filigrana
- Museo della filigrana di Campo Ligure